# Man on Wire - Un uomo tra le Torri
Man on Wire - Un uomo tra le Torri è un documentario anglo-statunitense del 2008 diretto da James Marsh.

## Trama
Il film racconta l'impresa del funambolo Philippe Petit, che nel 1974 camminò per 45 minuti a 400 metri d'altezza in equilibrio su un cavo metallico teso tra le Torri Gemelle del World Trade Center.

## Sceneggiatura
Il documentario si basa sul libro scritto da Petit, Toccare le nuvole.

## Produzione
Il produttore del film, Simon Chinn, ha incontrato Philippe Petit nell'aprile del 2005, dopodiché ha acquistato i diritti del libro Toccare le nuvole. Dopo mesi di discussione, Petit ha dato il via libera alla realizzazione del film con la condizione che avrebbe avuto un ruolo attivo nella realizzazione. Il film è stato realizzato mescolando rari filmati dei preparativi dell'evento, ricostruzioni, con Paul McGill nei panni del giovane Petit, e interviste con i reali protagonisti della vicenda.

## Premi
Presentato al Sundance Film Festival, dove ha vinto due premi, successivamente ha ottenuto numerosi riconoscimenti, tra cui un BAFTA, un National Board of Review Award, un Independent Spirit Award e un Oscar al miglior documentario. In Italia il film è stato presentato al Festival internazionale del film di Roma 2008 nella sezione "L'altro cinema - Extra", successivamente è stato immesso direttamente nel circuito televisivo, trasmesso dal canale satellitare Cult il 21 settembre 2009, la commercializzazione in DVD è avvenuta grazie al contributo della Fondazione Cinema per Roma e de LaFeltrinelli.
- Premi Oscar 2009
  - Oscar al miglior documentario
- BAFTA Awards
  - BAFTA al miglior film britannico
- British Independent Film Awards 2008
  - Miglior documentario
- National Board of Review Awards 2008
  - Miglior documentario
- Chicago Film Critics Association Awards 2008
  - Miglior film documentario
- Independent Spirit Awards 2009
  - Miglior documentario
- Kansas City Film Critics Circle Awards 2009
  - Miglior documentario
- Satellite Awards 2008
  - Miglior documentario
- Sundance Film Festival
  - Audience Award World Cinema - Documentary
  - Grand Jury Prize World Cinema - Documentary
- Critics' Choice Movie Awards
  - Miglior documentario
- Boston Society of Film Critics Awards
  - Miglior documentario
- Las Vegas Film Critics Society Awards 2008
  - Miglior documentario
- New York Film Critics Circle Awards
  - Miglior film no-fiction
- Phoenix Film Critics Society Awards
  - Miglior documentario
- San Diego Film Critics Society Awards
  - Miglior documentario
- Toronto Film Critics Association Awards
  - Miglior documentario

## Colonna sonora
1. Fish Beach - Michael Nyman
2. History Of The Insipid - Michael Nyman
3. Albatross - Fleetwood Mac
4. Dreams Of A Journey - Michael Nyman
5. Time Lapse - Michael Nyman
6. The Disposition Of Linen - Michael Nyman
7. A Fifth of Beethoven - Walter Murphy
8. Chasing Sheep Is Best Left To Shepherds - Michael Nyman
9. An Eye For Optical Theory - Michael Nyman
10. The Lark Ascending - English Northern Philharmonia (composizione di Ralph Vaughan Williams)
11. A Ramble In St. James's Park - Michael Nyman
12. Passage de L'Egalité - Michael Nyman
13. Nell'antro del re della montagna - Orchestra di Filadelfia (composizione di Edvard Grieg)
14. Drowning By Number 2 - Michael Nyman
15. Trysting Fields/Sheep 'n' Tides - Michael Nyman
16. Memorial - Michael Nyman
17. Leaving Home (Opening Titles) - Josh Ralph
18. Leaving Home Sunday Exploration (End Credits) - Josh Ralph
19. Gnossienne No. 1 - Gheorghe Constantinescu (composizione di Erik Satie)
20. Gymnopédies No. 1 - Anne Queffélec (composizione di Erik Satie)